# Алисов, Георгий Васильевич
Георгий Васильевич Алисов (1 мая 1925 года, Песчанокопское, Северо-Кавказский край — 9 апреля 1999 года, Песчанокопское) — советский деятель образования, заслуженный учитель школ РСФСР (1965). Выработанная им методика организации ученических производственных бригад в 1970-е годы имела широкое распространение в СССР,.

## Биография
Родился в 1925 году двенадцатым ребенком в рабоче-крестьянской семье. Детство было сложным, в 1933 году умер отец. В 1941 году с началом войны, записался в отряд ополчения, рыл окопы на подступах к Ростову-на-Дону. В 1942 году после получения аттестата об окончании средней школы добровольцем ушел на фронт. Практически сразу же получил тяжелую контузию, после госпиталя поступил на обучение в летно-истребительную школу в Крапоткине. Участвовал в боях за Кавказ и Кубань, в составе 2-го Украинского фронта освобождал Чехословакию. Несколько раз был сбит, получил тяжелые ранения, окончания войны встретил в Праге. Награжден Орденами Боевого Красного Знамени и Красной Звезды.
После возвращения с фронта возглавил районный комитет ВЛКСМ. Вел организационную и просветительскую работу с молодежью. Позже избирается председателем районного совета народных депутатов.
С 1951 года, после окончания Ростовского педагогического института, в системе образования. В 1954 году стал директором Песчанокопской школы № 1.Сотрудничал с Академией педагогических наук СССР. Был участником Всесоюзного общества «Знание».
В 1956 году организовал на базе школы ученические бригады, считая что именно в труде ученик познает себя как гражданин, этот опыт позже был перенят рядом школ СССР. В 1965 году Георгию Васильевичу было присвоено звание «Заслуженный учитель школы РСФСР». В 1975 году был награжден знаком «Отличник народного посвящения».
9 апреля 1999 года Георгий Васильевич Алисов ушел из жизни. Похоронен на сельском кладбище. 

## Память
- Именем Алисова названа улица в селе Песчанокопское.
- В 2018 году в школе где он работал была установлена «Парта Героя», посвященная жизни и трудовому пути знаменитого земляка, почётного права сидеть за партой Героя будут удостаиваться лучшие ученики школы[3].